# Eniergietik (obwód orenburski)
Eniergietik (ros. Энергетик) – osiedle w Rosji, w obwodzie orenburskim, w rejonie nowoorskim. W 2021 liczyło 6260 mieszkańców.